# Guanajay
Guanajay est une ville et une municipalité de Cuba dans la province d'Artemisa.

## Géographie

### Situation
Guanajay se trouve dans la partie occidentale de l'île de Cuba, au centre-nord de la province d'Artemisa, à 50 km sud-est de La Havane et 15 km nord-nord-est de sa capitale de province Artemisa.

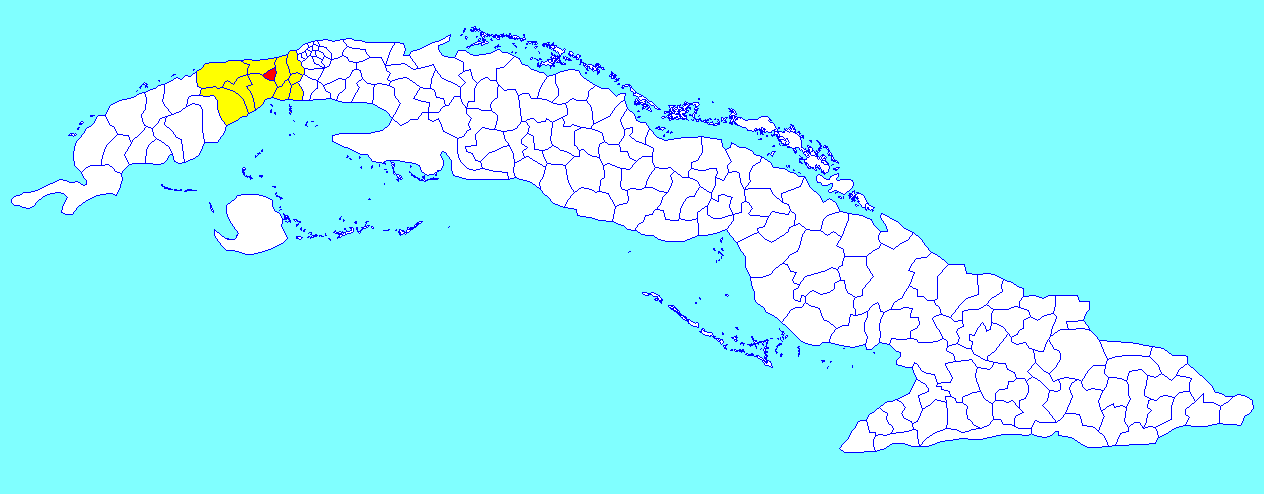
Municipalité de Guanajay dans la province d'Artemisa

### Divisions administratives
La municipalité inclut trois consejos populares :
- Consejo Popular 1
- Consejo Popular 2
- Consejo Popular 3

## Population
En 2022, la population était estimée à 28 031 habitants ; pour une surface de 110,3 km2, la densité de population est de 254,2/km².
La ville comptait 22 839 habitants lors du recensement de 2012.

## Personnalités nées à Guanajay
- María Teresa Vera (1895-1965), chanteuse et compositrice.
- Estelita Rodríguez (1928-1966), actrice.
- Héctor Rodríguez Torres (1951-), champion olympique de judo.